# سان فينديميانو
سان فينديميانو هي بلدية صغيرة في مقاطعة تريفيزو شمال إيطاليا تبعد 30 كم عن مدينة تريفيزو.
وهو المكان الذي نشأ به لاعب كرة القدم الإيطالي أليساندرو دل بييرو.

## السكان
في سنة 1871 بلغ عدد السكان 2٬699 نسمة، وتطور العدد ليصل في سنة 2011 لـ 10٬080 نسمة.
يظهر هذا المخطط البياني تطور النمو السكاني لـ سان فينديميانو

## توأمة
لسان فينديميانو اتفاقيات توأمة مع:
- نوفا جوريتسا